# ماری آلفرد کورنو
ماری آلفرد کورنو (انگلیسی: Marie Alfred Cornu؛ زاده ۶ مارس ۱۸۴۱ درگذشته ۱۲ آوریل ۱۹۰۲) یک دانشمند اهل فرانسه بود.